# Kim Director
Kimberly Ann 'Kim' Director (Pittsburgh, 13 november 1974) is een Amerikaanse actrice.

## Biografie
Director werd geboren in Pittsburgh waar zij afstudeerde aan de Carnegie Mellon University.
Director begon in 1998 met acteren in de film He Got Game, waarna zij nog meerdere rollen speelde in films en televisieseries. Zo speelde zij in onder andere Book of Shadows: Blair Witch 2 (2000), Inside Man (2006) , Cavemen (2007) en Split (2016). Naast het acteren voor televisie is zij ook actief in diverse theaters.

## Filmografie

### Films
Uitgezonderd korte films.
- 2021 Death Rider in the House of Vampires - als Carmilla Joe
- 2020 InstaFame - als Destiny
- 2018 Dying for the Crown - als Andrea
- 2017 The Super - als assistente van mr. Johnson
- 2016 Split - als Hannah
- 2016 Delinquent - als Reynolds
- 2016 Detours - als Grace Giraldi
- 2014 The Last American Guido - als Rose Michelle
- 2006 A Crime - als Ashley
- 2006 Inside Man - als Stevie
- 2006 Live Free or Die - als Donna
- 2005 Charlie's Party - als Zoe Fields
- 2004 She Hate Me - als Grace
- 2004 Tony 'n' Tina's Wedding - als Connie
- 2002 Unforeseen - als kassière
- 2000 Book of Shadows: Blair Witch 2 - als Kim Diamond
- 2000 Blair Witch WebFest - als Kim
- 2000 Bamboozled - als Starlet
- 1999 Summer of Sam - als Dee
- 1998 He Got Game - als Lynn

### Televisieseries
Uitgezonderd eenmalige gastrollen.
- 2017-2019 The Deuce - als Shay - 18 afl.
- 2017-2019 She's Gotta Have It - als Bianca Tate - 7 afl.
- 2007 Cavemen - als Heather - 3 afl.

- Bibliothèque nationale de France: cb141721065 (data)
- International Standard Name Identifier: 0000 0004 0942 4301
- Library of Congress Control Number: no2010137216
- SNAC: w6x389m2
- Système universitaire de documentation: 177884347
- Virtual International Authority File: 302942147
- WorldCat: E39PBJbGYHwpPWVxWQCQ96wBfq